# Ḍirār ibn ʻAmr
Ḍirār ibn 'Amr, Abū ʿAmr al-G̲h̲aṭafānī al-Kūfī est un qadi et théologien musulman né vers 728 et mort en 815,. Originaire de Koufa, il a vécu à Basorah puis Bagdad.
C'est un disciple de Wassil Ibn Ata. Bien qu'il ait fréquenté les mutazilites, il est délicat d'identifier sa doctrine à celle de ce courant, d'autant plus que nombre de ses œuvres ne nous sont pas parvenues. Selon Abū ʿAlī al-Jubbāʾī (Kitāb al-Maqālāt), Ḍirar s'est converti au mutazilisme après un débat qui l'a convaincu de renoncer à la théorie de la prédestination.
Selon al-Baghdadi, c'est lui qui a inventé le concept de kasb («acquisition») que lui ont emprunté les acharites pour justifier l'idée que les actes des hommes, bien que créés par Dieu, puissent cependant être imputés à leur agent humain.

## Doctrine
On connaît sa théorie principalement par l'entremise d'al-Achari, qui l'expose dans son Maqâlât al-islâmiyyîn. En ce qui concerne le libre arbitre, Dirar attribue à l'action humaine une double origine : l'acte humain a deux agents, Dieu qui crée l'acte, et l'homme qui l'acquiert, le fait sien, de sorte qu'il peut être tenu responsable. Cette position n'est pas traditionnelle chez les mutazilites, qui considèrent l'homme seul auteur de ses actes. Dirar a pu vouloir élaborer une voie moyenne entre la théorie mutazilite du libre arbitre et la thèse déterministe de Jahm bin Safwan,. C'est pourquoi Bishr b. al-Mu'tamir lui reproche d'avoir succombé aux arguments des jahmites ; al-Khayyat et Abd al-Jabbar ne le comptent pas parmi les mutazilites. Il développe aussi une théorie des corps, qu'il définit comme des combinaisons d'accidents, qui rappelle les thèses de Grégoire de Nysse. Un corps ne peut être séparé des accidents qui le définissent. Sans eux, il n'est rien, rien ne subsiste qui puisse être qualifié de substance. Abu Bakr al-Aṣamm s'oppose à lui sur ce point : il nie la réalité des accidents. Par conséquent, Ḍirar nie la réalité d'une âme immortelle.
Son eschatologie comporte l'idée que les élus connaîtront pleinement Dieu grâce à un sixième sens qui naîtra en eux le Jour du Jugement. Le Paradis et l'Enfer seront également créés à ce moment, ils n'existent pas auparavant.
Il a abordé aussi la question du califat, dont la charge ne doit pas, selon lui, être le privilège des Quraychites.

## Œuvre
Kitāb al-Taḥrīsh (كتاب التحريش). Ce livre a été publié en 2014, en arabe et en turc, à partir d'un manuscrit découvert au Yémen, à la Grande mosquée de Šahāra. Il est l'un des tout premiers textes, probablement écrit après 750, à nous renseigner de façon directe sur la théologie musulmane rationaliste. Son sujet principal est la transmission des traditions prophétiques (hadith), mais il couvre un large éventail de questions et décrit la position des différentes sectes de l'époque. Le titre peut être traduit comme « Le livre de l'instigation ». En effet, il condamne ceux qui sont à l'origine de divisions dans l'islam, qu'ils justifient par des traditions incertaines. Dirar écrit à un moment où les hadiths prolifèrent. Comme beaucoup de mutazilites à sa suite, il émet de fortes réserves à l'égard de la valeur de ces traditions. Il leur préfère l'ijma (consensus) comme source d'autorité. Il a été suivi sur ce point par al-Aṣamm. Cette mise en doute de l'authenticité des hadiths lui valut d'être accusé d'hérésie, et d'être violemment battu.
Al-Nadim, dans son Fihrist, dénombre 56 autres écrits de sa main ; tous sont perdus.